# Nhập cảm (ngôn ngữ học)
Trong ngôn ngữ học lý thuyết, nhập cảm (tiếng Anh: empathy) là việc người nói đồng nhất mình với 'người/vật tham gia' trong sự kiện hoặc trạng thái mà người nói đó mô tả trong câu.
Một ví dụ có thể thấy trong tiếng Nhật đó là động từ yaru và kureru. Cả hai đều có chung ý nghĩa và khung Cách cơ bản. Nhưng chúng khác nhau ở chỗ yaru được dùng khi hành động được nhìn từ góc nhìn của chủ ngữ lên vật quy chiếu hoặc từ góc nhìn trung dung (khách quan), còn kureru thì được dùng khi sự kiện được mô tả từ góc nhìn của tân ngữ dữ cách lên vật quy chiếu.
Mặc dù hiện diện trong nhiều ngôn ngữ, bao gồm cả tiếng Anh, hiện tượng này đặc biệt nổi bật ở một số ngôn ngữ, chẳng hạn như tiếng Nhật.
Chú ý rằng khái niệm này ở đây không liên quan gì đến khái niệm đồng cảm.

## Hiện tượng hay ví dụ
Ý tưởng cơ bản của nhập cảm là câu nói có thể phản ánh thông tin về điểm nhìn của người nói, từ đó người ta mô tả sự tình. Thông tin này có thể được biểu đạt thông qua việc người nói đồng nhất mình với "vật tham gia", "góc camera", và "điểm nhìn".
Ví dụ, để định vị một vật (như con chó) vào một nơi nào đó (như cái sân), tùy vào chỗ đặt "camera" mà người ta có thể chọn một trong những cách nói sau:
- Con chó nằm trong sân.
- Con chó nằm ngoài sân.
- Con chó nằm trên sân.
- Con chó nằm dưới sân.

Một ví dụ khác chỉ sự liên tục thay đổi điểm nhìn của người phát ngôn trong câu văn, làm cho giới từ cũng thay đổi tương ứng:
Hôm ấy tôi ngồi trong nhà nhìn ra sân, thấy con Mực vẫn nằm yên ở ngoài sân. Nhìn ra ngoài đường, tôi trông thấy một người lạ mặt đi ngang (trên đường). Hắn nhìn vào sân nhà tôi, và khi trông thấy con Mực nằm trong sân, hắn dừng lại...
Quay lại hai động từ yaru và kureru trong tiếng Nhật ở phần trên, xét hai câu ví dụ sau:
タロが
Taro-ga
Taro-NOM
ハナコに
Hanako-ni
Hanako-DAT
本を
hon-wo
sách-ACC
やった。
yatta.,
cho-PAST.
(Quá khứ) Taro đưa sách cho Hanako. (1)
タロが
Taro-ga
Taro-NOM
ハナコに
Hanako-ni
Hanako-DAT
本を
hon-wo
sách-ACC
くれた。
kureta.,
cho-PAST.
(Quá khứ) Taro đưa sách cho Hanako. (2)
Cả hai câu đều mô tả việc Taro đưa sách cho Hanako, nhưng câu (1) với động từ yatta (dạng quá khứ của yaru) thì là mô tả từ góc nhìn của Taro hoặc từ góc nhìn trung dung, còn câu (2) với động từ kureta (dạng quá khứ của kureru) thì là từ góc nhìn của Hanako.